# Gare de Tiel-Passewaaij
La gare de Tiel-Passewaaij (en néerlandais station Tiel Passewaaij) est une gare néerlandaise située à Tiel, dans la province de Gueldre.
La gare est située sur la ligne Merwede-Linge (rivière), dans les provinces de la Hollande-Méridionale et le Gueldre, sur le trajet reliant Dordrecht à Geldermalsen et jusqu'à Elst.
Les trains s'arrêtant à la gare de Tiel Passewaaij font partie du service assuré par les Nederlandse Spoorwegen reliant Utrecht à Tiel via Geldermalsen.
La gare a été ouverte le 14 avril 2007 et est toujours en service. Elle dessert le nouveau quartier de Passewaaij et le village de Wadenoijen, qui n'a plus de gare depuis 1950.